# Lucăceni, Fălești
Lucăceni este un sat din componența comunei Horești, raionul Fălești, Republica Moldova. Satul este situat pe malul stâng al Prutului, la 20 km de centrul raional și 20 km de stația de cale ferată Stolniceni. În popor satului Lucăceni i se zice „Bănari”, iar în actele bisericești este întâlnit numele de „Iugani”. Denumirea de Lucăceni provine de la primul întemeietor al satului - Luca, iar Bănari de la boierul Bănariu care deținea aici moșii întinse. Originea numelui Iugani, însă, nu este cunoscută. Documentar este menționat într-un act de la 3 iunie 1429, apoi la 24 aprilie 1520.
Satul este așezat pe povârnișul dealului, acoperit cu păduri și numai la est și sud se întrerupe printr-o vâlcea cu pârăiașul numit „Valea Bănarului”.
Potrivit recensământului din 1817 în sat au fost înregistrați 35 capi de familie în care locuiau 100 bărbați și 85 femei. Proprietarul moșiei satului Lucăceni era domnul Radu Manolache din Iași. El stăpânea aici întinse pământuri arabile și fânețe, însă toloaca era mică; avea iaz, moară și puțină pădure de protecție.
Conform datelor „formularelor” pe anii 1812-1813, care se păstrează în Arhiva Consistoriului Eparhiei din Chișinău, la Lucăceni (Iugani) în 1812 a fost menționată o biserică de lemn. Biserica e zidiră în anul 1802, cu hramul „Sf. Arhanghel Mihail” prin stăruința și cheltuiala boierului Ioan Bănariu. După cum reiese din buletinele bisericești în satul Lucăceni pe vremuri a existat parohie, care a luat ființă în 1802, odată cu zidirea bisericii și se desființează în anul 1875, când este alipită la parohia Valea-Rusului.
Biserica fiind parohială până în anul 1875 a avut următorul cler: 
- Preotul Vasile Racoviță păstorește între anii 1806 - 1835;
- Preotul Gheorghe Bârcă păstorește între anii 1835 - 1852;
- Preotul Grigore Sulima păstorește între anii 1852 - 1875.

Potrivit „Dicționarului Geografic al Basarabiei” (a. 1904) a lui Zamfir Arbore, la acea dată țăranii din Lucăceni posedau 181 desetine de pământ de împroprietărire, iar proprietarul D. Bantâș 800 desetine. Pe moșia cătunului Alexandreni proprietarii Banariu stăpâneau 503 desetine. Satul mai avea vii, livezi și prisăci.
Conform recensământului general din 1930, satul Lucăceni se compunea din 59 capi de familie cu 132 bărbați și 123 femei, în total 255 suflete, iar cătunul Alexandreni, care ulterior s-a alipit cu Lucăceni, era compus din 70 capi de familie cu 174 bărbați și 169 femei, în total 343 suflete.
Actual satul Lucăceni este o localitate înconjurată de păduri, dealuri, stânci, de rezervația naturală Lucăceni, ceea ce face un obiectiv turistic, de atragere a turiștilor.